# عظايا خيلية
العظايا الخيلية (الاسم العلمي:†Hipposauridae) هي فصيلة منقرضة من الزواحف تتبع رتيبة البيارميات وأشباهها من رتبة وحشيات الوجه.

## التصنيف
- العظاءة الخيلية